# Vidovdan
Vidovdan (v srbské cyrilici Видовдан, v bulharštině Vidovden, do češtiny přeložitelné jako Vítův den) je významným pravoslavným svátkem, který slaví srbská, i bulharská pravoslavná církev. Připadá na 15. června podle juliánského kalendáře, na 28. června pak podle kalendáře gregoriánského. Přestože jej slaví pravoslavní na Balkáně, jak Srbové, tak Bulhaři, vzhledem k jisté kumulaci významných událostí právě v tento den je Vidovdan významný hlavně pro Srby.

## Významné události srbských dějin souvisejících s Vidovdanem
- 28. června 1389 došlo k bitvě na Kosově poli, která - ač dopadla podle mnohých nerozhodně - skončila vítězstvím Osmanské říše a přispěla k likvidaci středověkého srbského státu. V bitvě padli jak srbský kníže Lazar, tak i turecký sultán Murad I., které zabil podle legendy rytíř Miloš Obilić.
- 28. června 1914 byl v Sarajevu zastřelen korunní princ František Ferdinand, což se později stalo záminkou ke konfliktu, známému jako první světová válka.
- 28. června 1919 byla ve Versailles podepsána mírová smlouva, která ukončila první světovou válku.
- 28. června 1921 král Alexandr I. podepsal ústavu království Srbů, Chorvatů a Slovinců. Tento dokument bude později znám pod názvem Vidovdanská ústava.
- 28. června 1948 Kominforma zveřejnila z iniciativy sovětských delegátů Ždanova, Malenkova a Suslova Rezoluci o stavu SKJ, která se vyloučila SKJ z Kominformy a prohloubila roztržku mezi Titovou Jugoslávií a Stalinovým Sovětským Svazem.
- 28. června 1989 Slobodan Milošević pronesl řeč při příležitosti 600. výročí Bitvy na Kosově poli, ve které se zmínil hlavně o nepřátelích Srbska a Srbů, kteří existují i nyní a že Srbové jsou připraveni bojovat proti každému z nich. Vzhledem ke komplikované situaci v tehdejší jugoslávské autonomní oblasti došlo k opětovnému posílení nenávisti mezi Srby a kosovskými Albánci a rovněž se urychlil i rozpad jugoslávské federace.